# Friedrich Wilhelm zu Solms-Braunfels

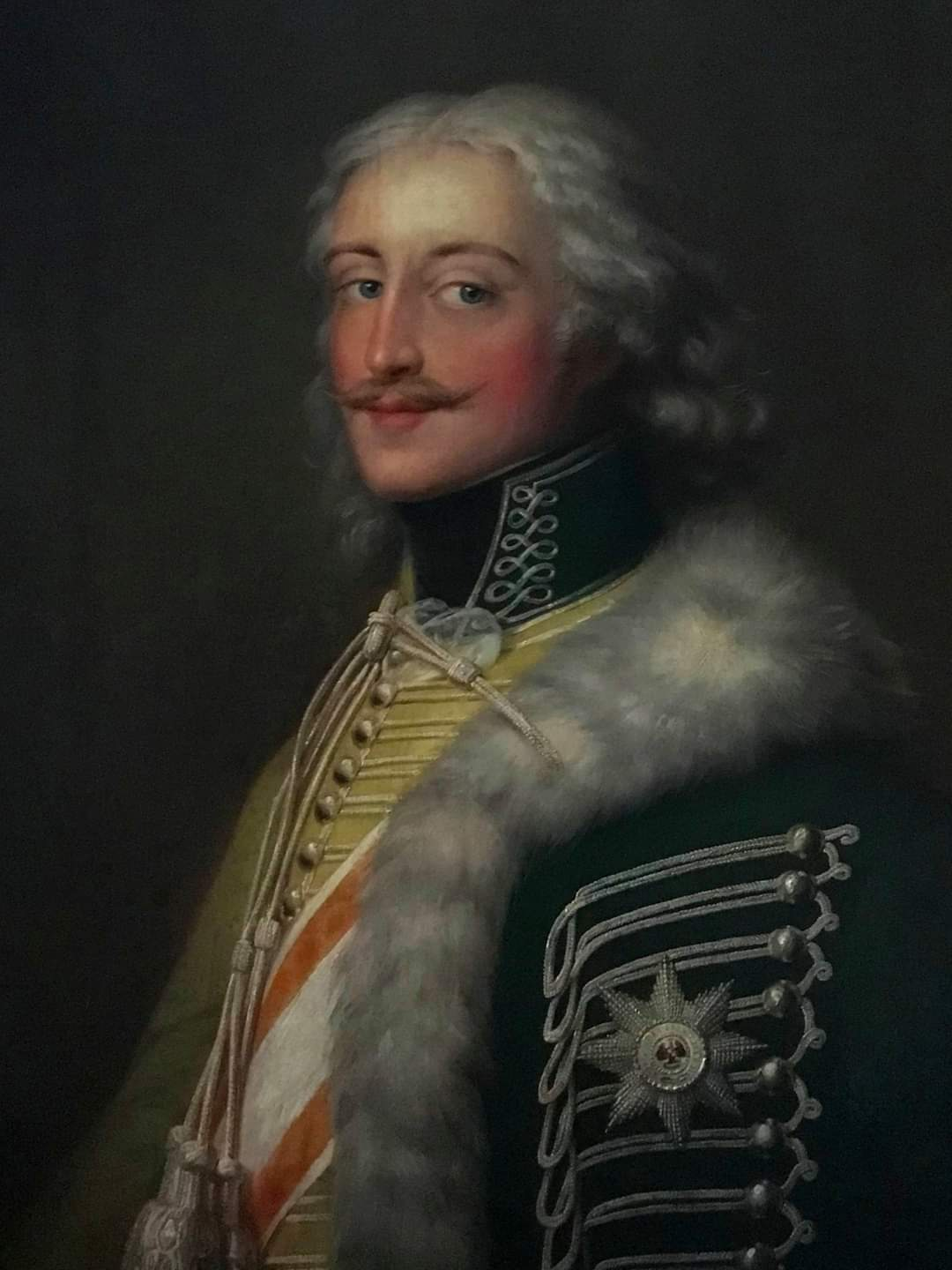
Prinz Friedrich Wilhelm zu Solms-Braunfels (1790er bis 1800er Jahre)

Friedrich Wilhelm Prinz zu Solms-Braunfels (* 22. Oktober 1770 in Braunfels; † 13. April 1814 in Slawentzitz) war ein preußischer Generalmajor.

## Leben
Friedrich Wilhelm war der Sohn von Fürst Ferdinand Wilhelm Ernst zu Solms-Braunfels (1721–1783) und Gräfin Sophie Christine Wilhelmine zu Solms-Laubach (1741–1772), Tochter des Grafen Christian August zu Solms-Laubach.
Er besuchte 1784 die  Kriegsschule École militaire des blinden Pädagogen Gottlieb Konrad Pfeffel in Colmar, studierte anschließend von 1786 bis 1788 an der Universität Straßburg und trat dann als Kornett in holländische Dienste bei der Garde zu Fuß. Als Rittmeister und Eskadronchef im oranischen Regiment Karabiniers beteiligte er sich 1793/95 am Feldzug gegen Frankreich. In dieser Zeit kämpfte er bei Tourcoing, Maubeuge, Cambrai, Landrecies und der Belagerung von Breda. Im Mai 1795 nahm er seinen Abschied und trat am 22. September desselben Jahres in die Preußische Armee ein. Hier wurde er zunächst als Stabsrittmeister im Husarenbataillon Nr. 11 angestellt. Im Januar 1798 folgte seine Beförderung zum Major und Anstellung im Regiment der Gardes du Corps.
Als Alkoholiker quittierte er 1805 den Militärdienst.
Im Feldzug 1806/07 kämpfte er bei Weimar und stellte sich nach dem Rückzug dem König in Oliva zur Verfügung. Am weiteren Verlauf des Feldzuges konnte er krankheitsbedingt nicht teilnehmen und erhielt längeren Urlaub zur Wiederherstellung seiner Gesundheit, den er in Bad Teplitz verbrachte. Trotzdem wurde er am 16. Mai 1807 zum Oberstleutnant befördert und als solcher zwei Jahre später Kommandeur des 2. Ulanenregiments in Breslau.
Gesundheitsbedingt wurde Solms-Braunfels am 7. November 1809 der Abschied mit dem Charakter als Generalmajor und einer jährlichen Pension von 1200 Talern bewilligt.
In Anerkennung seiner Verdienste verlieh ihm Friedrich Wilhelm III. am 4. Juli 1811 den Roten Adlerorden I. Klasse.

## Familie
Bekannt wurde er außerdem durch seine Heirat mit Prinzessin Friederike von Mecklenburg-Strelitz. Sie war die Witwe von Prinz Louis von Preußen (1773–1796). Als sie 1798 schwanger wurde, heiratete er sie heimlich und gegen den Willen des Königs. Die Tochter starb aber bald nach ihrer Geburt. Später willigte er in die Scheidung ein, starb aber vor deren Durchführung an einem Schlaganfall.
Aus der Ehe sind folgende Kinder bekannt:
- Caroline (* 27. Februar 1799; † 20. Oktober 1799)[1]
- Unbenannter Sohn (* 1800; † 1800)
- Friedrich Wilhelm Heinrich (1801–1868), preußischer Generalleutnant ⚭ 1831 Gräfin Maria Anna Kinsky von Wchinitz und Tettau (1809–1892)
- Sophie (1803–1803)
- Auguste Luise (1804–1865) ⚭ 1827 Albert Prinz von Schwarzburg-Rudolstadt (ab 1867 Fürst) (1798–1869)
- Alexander Friedrich Ludwig (1807–1867), preußischer Generalmajor ⚭ 1863 Freiin Luise von Landsberg-Velen (1835–1894)
- Friedrich Wilhelm Karl (1812–1875), kaiserlich österreichischer Feldmarschallleutnant

⚭ 1834–1841 morg. Ehe Louise Beyrich
⚭ 1845 Prinzessin Sophie zu Löwenstein-Wertheim-Rosenberg (1814–1876)